# Yanjiang, Jilin
Yanjiang är en socken i Kina. Den ligger i provinsen Jilin, i den nordöstra delen av landet, omkring 250 kilometer sydost om provinshuvudstaden Changchun. Antalet invånare är 3 627. Befolkningen består av 1 804 kvinnor och 1 823 män. Barn under 15 år utgör 14,0 %, vuxna 15-64 år 74 %, och äldre över 65 år 10,0 %.
Runt Yanjiang är det ganska glesbefolkat, med 48 invånare per kvadratkilometer. Det finns inga andra samhällen i närheten.

Genomsnittlig årsnederbörd är 1 147 millimeter. Den regnigaste månaden är juli, med i genomsnitt 261 mm nederbörd, och den torraste är januari, med 11 mm nederbörd.